# Олівер Твіст (фільм, 1922)
Олівер Твіст (англ. Oliver Twist) — німий пригодницький фільм, що вийшов на екрани в 1922 році, екранізація роману Чарльза Діккенса «Олівер Твіст» за участю Лона Чейні (Фейгін) і Джекі Куган (Олівер). Режисер Френк Ллойд.

## Сюжет
Мати Олівера, без гроша в кишені, в повній самоті померла під час його пологів. Олівер виховується в робочому будинку, пізніше надходить учнем до місцевого трунаря. Врешті-решт зв'язується з бандою злодіїв, які використовують його для своїх цілей.

## У ролях
- Джекі Куган — Олівер Твіст
- Джеймс Маркус — містер Бамбл
- Еджи Геррінг — місіс Корні
- Льюїс Сарджент — Ноа Клейпол
- Джоан Стендінг — Шарлотт
- Карл Стокдейл — монах
- Едуард Трібол — бестія
- Лон Чейні — Феджин
- Тейлор Грейвз — Чарлі Бейтс
- Джордж Сігман — Білл Сайкс
- Нельсон Макдауелл — Савербері
- Гледіс Броквел — Ненсі Сайкс
- Ліонель Белмор — містер Браунлоу
- Флоренція Хейл — місіс Бедуін
- Джозеф Хейзелтон — містер Грімуіг
- Гертруда Клер — місіс Мейлі
- Естер Ралстон — Роуз Мейлі
- Едді Боланд — Тобі Крекіт